# إدي ويليس
إدي ويليس (بالإنجليزية: Eddie Willis)‏ هو موسيقي أمريكي، ولد في 3 يونيو 1936 في مسيسيبي في الولايات المتحدة، وتوفي في 20 أغسطس 2018 في Gore Springs, Mississippi ‏ في الولايات المتحدة بسبب شلل الأطفال.

## وصلات خارجية
- إدي ويليس على موقع IMDb (الإنجليزية)
- إدي ويليس على موقع ميوزك برينز (الإنجليزية)
- إدي ويليس على موقع ديسكوغز (الإنجليزية)